# Троцкизм

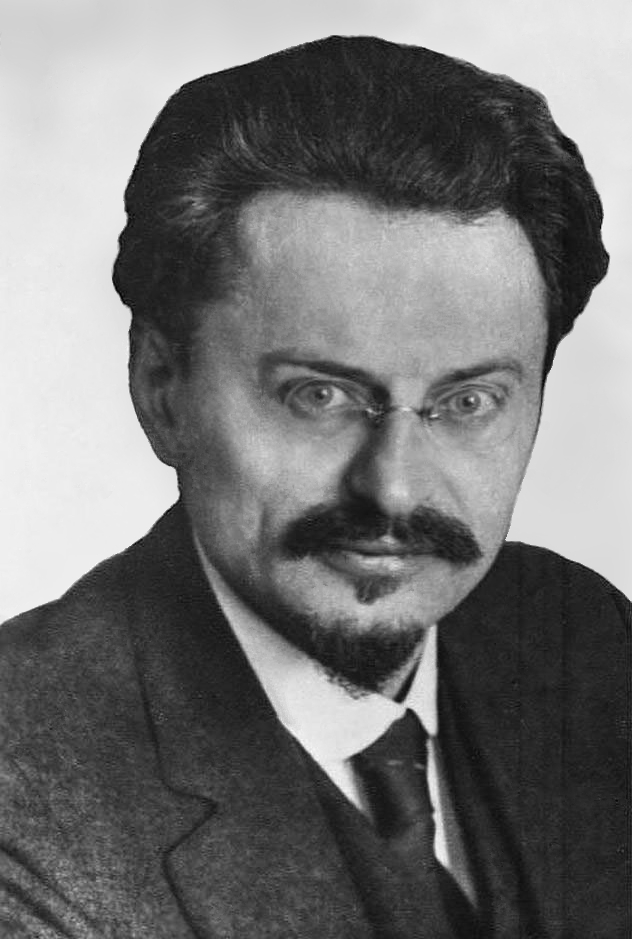
Основоположник троцкизма Лев Давидович Троцкий (1879—1940)

Троцки́зм — политическое учение Л. Д. Троцкого, развившееся в рамках марксизма. Основными новшествами являются теория перманентной революции, теория деформированного рабочего государства, теория пролетарского бонапартизма, переходная программа коммунистических партий, описанные в трудах Л. Д. Троцкого и других лидеров Левой оппозиции в 1920-е — 1930-е годы и представителями Международной левой оппозиции и Четвёртого интернационала.
Троцкий объявлял, что его учение основано на теориях и идеях, изложенных в книгах и других трудах Карла Маркса, Фридриха Энгельса, Владимира Ленина, при сохранении приверженности их идеям, классическим марксизму и большевизму, защищая их подлинные идеи, при этом дополняя и развивая их. Основными работами Льва Троцкого являются книги «Перманентная революция», «Преданная революция», а также брошюра «Агония капитализма и задачи Четвёртого интернационала», ставшая официальной программой Четвёртого интернационала, написанной по принципу переходной программы. Среди крупных теоретиков троцкизма после смерти Троцкого были Тед Грант, Алан Вудс и другие.
В качестве самоназвания троцкизма также используется: левая оппозиция, большевики-ленинцы, революционные марксисты, марксисты. В СССР в 1920-1930-е годы конкурировал со сталинизмом, считая его вредным искажением большевизма в политически правую сторону.

## Общее понятие
Троцки́зм — теория, представляющая собой развитие большевизма на основе взглядов Карла Маркса, Фридриха Энгельса, В. И. Ленина, Льва Троцкого, и в некоторой степени рядом других лидеров Левой оппозиции в 1920-е — 1930-е годы, а также представителями Международной левой оппозиции (с 1933 года переименованной в Международную коммунистическую лигу) и Четвёртого интернационала.
Сам Троцкий отрицал, что он был теоретиком этого движения, считая себя классическим последователем революционного марксизма К. Маркса и Ф. Энгельса и самым крупным практиком их идей. Современные ортодоксальные троцкисты признают себя последователями «большевиков-ленинцев», считают теоретические работы Ленина верными и прошедшими испытания практикой, считают сталинизм вредным расхождением с тем, что Ленин писал в своих работах. Современные подлинные классические троцкисты считают, что государство диктатуры пролетариата следует строить именно так, как это предложил делать Ленин в его работе «Государство и революция», а именно по принципу рабочей демократии и демократического централизма. Они считают, что сталинизм не прошёл проверку на жизнеспособность практикой, потому что СССР, построенный по принципу сталинизма, прекратил своё фактическое существование в результате контрреволюции и реставрации капитализма начала 1990-х годов, в полном соответствии с прогнозами из работ Льва Троцкого, например, такими как «Преданная революция» (1936 года) и «Агония капитализма и задачи Четвёртого интернационала» (1938 года). Они также считают СССР деформированным рабочим государством, поскольку оно не совпадает с моделью государственного устройства, описанной Лениным в его работе «Государство и революция». А также они считают, что, вопреки официальной советской пропаганде, в СССР, как и нигде в мире, ещё никогда не было полноценного социализма, поскольку то, что было в СССР не совпадает с критериями социализма, описанными основателями марксизма Карлом Марксом и Фридрихом Энгельсом, и потому, что социализм невозможно построить в отдельно взятой стране, а построить его возможно только в масштабах всего мира, только после свержения во всём мире капиталистического строя и объединения всех стран в единую социалистическую федерацию.
Ключевыми пунктами троцкистской теории являются:
- Большевизм;
- Ленинизм;
- Марксизм;
- Коммунизм;
- Интернационализм;
- Классовая борьба;
- Диктатура пролетариата (рабочая демократия);
- Свобода слова;
- Социализм;
- Антисталинизм;
- Демократический централизм;
- Диалектический материализм;
- Теория деформированного рабочего государства;
- Теория перманентной революции;
- Приверженность идее всемирной пролетарской социалистической революции, (которая может начаться в лишь одной стране, но затем поочерёдно должна распространиться на все другие оставшиеся отдельные страны во всём мире), и создание единой всемирной социалистической федерации всех народов мира;
- Анализ классовой природы СССР;
- Критика сталинизма за его отказ от подлинных марксизма и большевизма.

В качестве самоназвания современными троцкистами обычно используются только термины: большевики-ленинцы (исторически), коммунисты, марксисты, ортодоксальные марксисты, революционные марксисты (также и в наше время, особенно последний термин как наиболее обобщающий).
Сам термин «троцкизм» зачастую является экзонизмом, и в качестве самоназвания его используют либо достаточно маргинальные группы левых националистов, которых, собственно говоря, настоящие троцкисты не признают троцкистами (например, чавистов).
Термин «марксизм-ленинизм» присутствовал в программах некоторых троцкистских партий, но был нужен им для получения финансовой помощи от СССР и КПСС и практически не встречался в устной речи и статьях лидеров троцкистов даже до 1991 года
Представители массовых троцкистских партий и движений не считают Троцкого вождём, поскольку в принципе отрицают вождизм и авторитаризм, а некоторые из них относятся к его деятельности в 1918—1923 гг. критически.
Джеймс Патрик Кэннон в своей книге «История американского троцкизма» (1942) отмечал, что «троцкизм не является новым движением или новой доктриной, а лишь восстановлением, возрождением подлинного марксизма, который был развит и воплощён в жизнь Октябрьской революцией и первыми днями Коммунистического Интернационала».
В подобной оценке троцкисты не одиноки среди считающих себя марксистскими и ленинистскими политических движений и партий XX века: подобным же образом характеризуют своё направление и их оппоненты — сталинисты и маоисты, считающие, что их вожди якобы творчески развили марксизм-ленинизм (сам этот термин, однако, троцкистами в настоящее время обычно не используется, поскольку был придуман в СССР в 1930-е годы).
В настоящее время существует несколько троцкистских концепций, отличающихся, в частности, подходами к оценке роли и деятельности бюрократии в СССР и на Кубе. Среди крупных теоретиков троцкизма после смерти Троцкого были Тед Грант, Алан Вудс, Эрнест Мандель, Тони Клифф, Мишель Пабло, Джозеф Хансен, Науэль Морено, Пьер Ламбер. Не все, но многие из них отказались от ортодоксального троцкизма, когда отказались от определения СССР как переродившегося, то есть деформированного, но рабочего государства, которое троцкисты во всём мире должны защищать, на чём настаивал Лев Троцкий. Например, Тони Клифф написал работу «Государственный капитализм в России», в которой назвал СССР капиталистическим государством, а точнее государственным капитализмом, из чего следует, что и относиться к нему следует точно также враждебно, как и к любому другому капиталистическому государству. Эта теория нашла немало сторонников во всём мире, которых теперь обычно называют «клиффистами» или же «госкаповцами». Но его теория государственного капитализма была полностью опровергнута в работе Теда Гранта «Против теории государственного капитализма».

### Об употреблении термина «троцкизм»

#### Возникновение термина
Термин «троцкизм» впервые был употреблён либеральным историком и лидером партии кадетов Павлом Милюковым. В вышедшем в 1907 году сборнике «Как прошли выборы во 2-ю Государственную думу» Милюков, анализируя события октября — ноября 1905 года, писал: «Когда после 17 октября в России впервые появились свободные политические собрания, настроение их было безусловно левое. Выступление даже такой партии, как конституционно-демократическая, переживавшая тогда первые месяцы своего существования и готовившаяся к парламентской борьбе, было абсолютно невозможно в последние месяцы 1905 года. Те, кто упрекают теперь партию, что она не протестовала тогда же путём устройства митингов против „революционных иллюзий“ троцкизма и против рецидива „бланкизма“, просто не понимают или не помнят тогдашнего настроения собиравшейся на митинги демократической публики».

#### Употребление термина во внутрипартийной борьбе в СССР
В дальнейшем термин «троцкизм» был использован в ходе так называемой «литературной дискуссии» осенью 1924 года. Тогда Лев Троцкий опубликовал статью «Уроки Октября», вышедшую в качестве предисловия к третьему тому его собрания сочинений. В статье Троцкий описал историю разногласий внутри большевистской партии в дооктябрьский период 1917 года. В ответ на неё в «Правде» вышла редакционная статья, написанная Николаем Бухариным, «Как не нужно писать историю Октября (по поводу выхода книги т. Троцкого „1917“)». В этой статье впервые с 1917 года употребляется термин «троцкизм». В дальнейшем этот термин в качестве описания специфических взглядов Льва Троцкого, как враждебных взглядам Владимира Ленина и партии большевиков, употреблялся в статьях Льва Каменева («Ленинизм или троцкизм?»), Григория Зиновьева («Большевизм или троцкизм?») и Иосифа Сталина («Троцкизм или ленинизм?»), вышедших в ноябре 1924 года. Именно в таком контексте понятие «троцкизм» использовалось в официальной советской историографии и официальном советском марксизме до конца 1980-х годов.

#### Употребление термина в современном российском политическом языке
Термин «троцкизм» применительно к идеологии некоторых членов КПРФ, как леворадикальной и леволиберальной, так и радикально-националистической направленности, одним из первых применил член КПРФ, социальный психолог Михаил Медведский в статье "Механизмы гибели или троцкисты на сайте КПРФ.ру" в мае 2005 года. 21 июня 2007 года на 17-м пленуме Центральной контрольно-ревизионной комиссии КПРФ было принято постановление «Об опасности неотроцкистских проявлений в КПРФ». Осуждению подверглись редактор официального сайта КПРФ Анатолий Баранов, 1-й секретарь Западного окружкома Московского городского отделения КПРФ Павел Басанец и член ЦК Союза коммунистической молодёжи Российской Федерации Пётр Милосердов. В постановлении Пленума ЦКРК КПРФ говорится о том, что неотроцкизм есть продолжение троцкизма, и в доказательство этого приводится работа Иосифа Сталина «Троцкизм и ленинизм». В числе признаков неотроцкизма в постановлении указывается: «отсутствие настоящей партийности и нежелание связывать себя нормами программы и устава партии; склонность к левой революционной фразе при упорном стремлении к союзу с крайне правыми силами; игнорирование коренных интересов и прав русского народа; стремление породить недоверие к руководителям партии и избавиться от стойких коммунистов». Многие члены КПРФ назвали использование термина некорректным, среди них были Егор Лигачёв, Александр Фролов, Владимир Улас.
…возьмём проблему голосований фракций КПРФ в региональных заксобраниях за губернаторов. Три одинаковых случая — на протяжении нескольких месяцев. Свердловск — по звонку из Москвы. Тула — по текущей политике сотрудничества с властью. Челябинск — в нарушение постановления Президиума ЦК. Три однородных действия, но в одних случаях люди объявляются «неотроцкистами», а в других остаются правоверными. (А. Фролов. Моё выступление на Пленуме ЦК КПРФ)

## Теория перманентной революции

### Общая концепция
В 1905 году Троцкий формулирует теорию, ставшую затем известной как теория перманентной революции. Эту теорию можно назвать одной из основных отличительных черт троцкизма от других течений, ведущих свою политическую генеалогию от марксизма.
Одним из важнейших элементов теории «перманентной революции» является теория комбинированного развития. До 1905 года марксисты рассматривали возможность осуществления социалистической революции только в развитых капиталистических странах. Согласно Троцкому, в относительно развитых странах, таких как Россия, — в которых совсем недавно начался процесс индустриализации и развития пролетариата, — возможно было совершить социалистическую революцию ввиду исторической неспособности буржуазии осуществить буржуазно-демократические требования.
При этом, отмечал Троцкий во всех своих работах, пролетариат не сможет осуществить социалистическую революцию, не заручившись поддержкой многомиллионного крестьянства. Установив свою власть, диктатуру, пролетариат должен будет приступить к доведению до конца аграрных преобразований. «Другими словами, — пишет Троцкий, — диктатура пролетариата станет орудием разрешения задач исторически запоздалой буржуазной революции». В дальнейшем, по мысли Троцкого, пролетариат «вынужден будет производить всё более глубокие вторжения в отношения частной собственности вообще, то есть переходить на путь социалистических мероприятий». Однако установление диктатуры пролетариата в России не означает, что Россия способна к переходу к социализму. Троцкий вслед за Лениным настаивает: «Приведёт ли диктатура пролетариата в России к социализму или нет — каким темпом и через какие этапы, — это зависит от дальнейшей судьбы европейского и мирового капитализма».

### Буржуазно-демократическая революция
Революция в Англии в XVII веке и во Франции в 1789 году свергла феодализм, установив основные атрибуты для развития капитализма. Однако Троцкий утверждает, что эти революции не смогут повториться в России. В работе «Итоги и перспективы», написанной в 1906 году, в которой Троцкий подробно излагает теорию перманентной революции, говорится: «История не повторяется. Сколько бы ни сравнивали русскую революцию с Великой Французской, первая от этого не превратится в повторение второй».
В период Великой французской революции 1789 года, Франция пережила, как выражались марксисты, «буржуазно-демократическую революцию» — то есть был создан режим, при котором буржуазия свергла феодализм. Затем уже буржуазия шла в направлении создания режима «демократических» парламентских институтов.
Однако Троцкий утверждает, что такая страна, как Россия не имеет «просвещённой, активной» революционной буржуазии, которая могла бы играть ту же роль, а рабочий класс представляет собой весьма незначительное меньшинство. В самом деле, даже ко времени осуществления европейских революций 1848 года, утверждал Троцкий, «буржуазия уже неспособна была сыграть подобную роль. Она не хотела и не смела брать на себя ответственность за революционную ликвидацию общественного строя, стоявшего помехой её господству».

### Слабость капитализма
Теория перманентной революции считает, что во многих странах, в которых, как часто утверждают, ещё не произошли свои буржуазно-демократические революции, капиталистический класс выступает против создания какой-либо революционной ситуации, в первую очередь потому, что он опасается, что рабочий класс встанет на борьбу за свои собственные революционные устремления против их эксплуатации капиталистами. В России рабочий класс, хотя и представляет незначительное меньшинство в многомиллионном крестьянском обществе, был организован на многих заводах, принадлежащих капиталистическому классу. Во время русской революции 1905 года капиталистический класс взял себе в союзники реакционные элементы, — феодальных землевладельцев и царскую государственную власть, — для защиты права собственности на своё имущество в виде заводов, банков и т. д. от экспроприации со стороны революционного рабочего класса.
Согласно теории перманентной революции, таким образом, в экономически отсталых странах капиталистический класс является слабым и неспособным к проведению революционных преобразований. Он связан и опирается на феодальных землевладельцев во многих отношениях. Троцкий, далее, утверждает, что, поскольку большинство отраслей промышленности в России возникли под непосредственным влиянием правительственных мер, а иногда даже с помощью правительственных субсидий, капиталистический класс также был связан с правящей элитой. Кроме того, капиталистический класс был во многом зависим от европейского капитала.

### Роль рабочего класса
Троцкий утверждал, что только пролетариат был способен осуществить задачи, поставленные буржуазной революцией. В 1905 году рабочий класс в России, сосредоточенный на огромных фабриках в относительной изоляции от крестьянской жизни, увидел результат своего труда, как огромных коллективных усилий. «Пролетариат сразу оказался сосредоточенным в огромных массах, а между ним и абсолютизмом стояла немногочисленная капиталистическая буржуазия, оторванная от „народа“, наполовину чужестранная, без исторических традиций, одухотворенная одной жаждой наживы».
Путиловский завод, к примеру, насчитывал 12 000 работников в 1900 году и, по словам Троцкого, 36 000 в июле 1917 года. Теория перманентной революции считает, что крестьянство в целом не может взять на себя подобную задачу, потому что оно рассеяно в малых хозяйствах по всей стране, а также потому, что оно гетерогенно сгруппировано и включает в себя как богатых крестьян, нанимающих сельских работников и стремящихся к тому, чтобы стать помещиками, так и бедных крестьян, которые стремятся к получению большего количества земли. Троцкий утверждает: «Весь исторический опыт … показывает, что крестьянство совершенно неспособно к самостоятельной политической роли».
Являясь лишь небольшим меньшинством российского общества, пролетариат может привести революцию к эмансипации крестьянства и тем самым «заручиться поддержкой крестьянства», как части революции, на поддержку которой он будет опираться. Однако рабочий класс во имя собственных интересов и улучшения собственных условий, будет стремиться к осуществлению таких революционных преобразований, которые будут выполнять не только функции буржуазной революции, но и приведёт к установлению рабочего государства. Одновременно Троцкий пишет: «Пролетариат окажется вынужденным вносить классовую борьбу в деревню и, таким образом, нарушать ту общность интересов, которая несомненно имеется у всего крестьянства, но в сравнительно узких пределах. Пролетариату придется в ближайшие же моменты своего господства искать опоры в противопоставлении деревенской бедноты деревенским богачам, сельскохозяйственного пролетариата — земледельческой буржуазии».

### Мировая революция
В соответствии с классическим марксизмом, революция в крестьянских странах, таких как Россия, готовит почву в конечном счёте для развития капитализма, поскольку освобождённые крестьяне становятся собственниками небольших хозяйств, производителями и торговцами, что приводит к росту товарного рынка, и что, в свою очередь, формирует новый капиталистический класс. Только развитые капиталистические экономики способны подготовить основу для социализма. Троцкий соглашается с тем, что новое социалистическое государство и экономика в такой стране, как Россия, не сможет противостоять давлению враждебного капиталистического мира, а также внутреннего давления собственной отсталой экономики. Революция, как утверждал Троцкий, должна распространиться на капиталистические страны, а в дальнейшем и по всему миру.

## Теория деформированного рабочего государства

### Общая концепция
Лев Троцкий считал, что установившийся в России после Октябрьской революции 1917 года режим пролетарской диктатуры заложил социалистический базис государства, экспроприировав средства производства. Однако в течение примерно 1923—1929 годов советская бюрократия, по мнению Троцкого, осуществила переворот, забрав власть у правящего класса — пролетариата. Троцкий и его сторонники, однако, не перестали считать СССР рабочим государством — по их мнению, Советский Союз был бюрократически деформированным или переродившимся рабочим государством.
Лев Троцкий рассматривает советскую бюрократию в качестве специфичной касты, но не нового класса. По его мнению, бюрократия не имеет признаков правящего класса: «Попытка представить советскую бюрократию, как класс „государственных капиталистов“ заведомо не выдерживает критики. У бюрократии нет ни акций, ни облигаций. Она вербуется, пополняется, обновляется в порядке административной иерархии, вне зависимости от каких-либо особых, ей присущих отношений собственности. Своих прав на эксплуатацию государственного аппарата отдельный чиновник не может передать по наследству. Бюрократия пользуется привилегиями в порядке злоупотребления». Именно поэтому, как считает Троцкий, бюрократия стремится к ликвидации завоеваний Октябрьской революции и реставрации капитализма — ей необходимо юридически закрепить свои права на собственность.
В «Переходной программе», ставшей основным программным документом Четвёртого интернационала в 1938 году, говорилось следующее: «Советский Союз вышел из Октябрьской революции как рабочее государство. Огосударствление средств производства, необходимое условие социалистического развития, открыло возможность быстрого роста производительных сил. Аппарат рабочего государства подвергся тем временем полному перерождению, превратившись из орудия рабочего класса в орудие бюрократических насилий над рабочим классом и, чем дальше, тем больше, в орудие саботажа хозяйства. Бюрократизация отсталого и изолированного рабочего государства и превращение бюрократии во всесильную привилегированную касту является самым убедительным — не теоретическим, а практическим — опровержением социализма в отдельной стране».
В качестве одной из причин возникновения этой касты Троцкий в своей книге «Преданная революция» называет выделение «привилегированных групп, наиболее нужных для обороны, для промышленности, для техники и науки» в сложных условиях конца 1910-х — начала 1920-х годов — неразвитой промышленности, гражданской войны, давления капиталистических государств, отсутствия всякой помощи с Запада. При этом он отмечает, что «громадные экономические успехи последнего периода вели не к смягчению, а наоборот к обострению неравенства, и вместе с тем к дальнейшему росту бюрократизма, который ныне из „извращения“ превратился в систему управления». Среди причин прихода к власти в партии и Советском Союзе бюрократии Троцкий также видит гибель многих сознательных коммунистов в годы гражданской войны, отсутствие в массах навыков самоуправления и другие.

## Критика теории деформированного рабочего государства
Троцкий считал, что СССР представляет собой нечто промежуточное среднее между капитализмом и социализмом.
Кроме того, в силу некоторых обстоятельств, бюрократия смогла перехватить бразды политического правления и установить бонапартистский режим.
Формой бонапартизма, как правило, является военно-полицейская деспотия, заигрывающая с элементами демократизма. Однако существом такого режима является «…лавирование опирающейся на военщину (на худшие элементы войска) государственной власти между двумя враждебными классами и силами, более или менее уравновешивающими друг друга…»
Возникает бонапартизм в особые периоды жизни общества. Эти периоды — равновесие между классами, когда один класс уже не может править, а другой — ещё не может взять власть; когда один класс уже не в силах расправиться с революцией сразу, а другой — ещё не может взять власть.
И вот тут возникает проблема. Ряд важнейших и ключевых вопросов до сих пор является тайной. Все теоретики троцкизма, включая самого Троцкого, остерегаются пояснений и уточнений. До сих пор неизвестно, когда, между какими классами и в чём именно выражалось равновесие в Советской России-СССР; неизвестно, как именно произошёл переход к бонапартизму; не ясно, в чём именно выражалось лавирование и между кем оно осуществлялось.
Что особенно интересно, Троцкий признавал, что в советском обществе после НЭП были ликвидированы антагонистические классы. В таком случае совершенно не ясно, о каком лавировании между борющимися классами вообще может идти речь, если таких классов не стало.
Не менее проблематичной является и социально-экономическая характеристика СССР как «промежуточного общества». Такое общество — это период социальной революции — (См. работы В. И. Ленина в 1918—1923 гг.; Н. Бухарин. Экономика переходного периода)
Здесь наёмный труд и капитал соседствуют с общественной собственностью и распределением по труду, рыночная стихия соседствует с зачатками планового хозяйства, а также идут процессы обобществления средств производства и построения социализма.
Но на деле к 1934 году все средства производства так или иначе были централизованы в руках общества — (См. Экономическая жизнь СССР Хроника событий и фактов 1917—1959; С. Г. Струмилин. Очерки социалистической экономики СССР; Политическая экономия социализма и др).
Троцкий и сам признавал, что от капитализма тут остались только второстепенные детали: разделение труда, буржуазные нормы распределения, дисбаланс в производстве, низкая производительность труда и т. д. — один из крупных теоретиков троцкизма — добавлял, что элементы капитализма в СССР это также "…заработная плата, товарное производство, потребление огромной доли прибавочной стоимости бюрократией и так далее.
При этом сам Грант признавал отсутствие частной собственности, то есть наёмного труда и капитала. А это значит, в СССР не было заработной платы как объективного феномена, не было и прибавочной стоимости (?!).

### Пролетариат и политическая революция в СССР
Лев Троцкий, используя аналогию с термидором времён Великой французской революции, считал, что установившийся в Советском Союзе режим является по своему характеру бонапартистским. То есть, правящий класс, — пролетариат, — оказался отстранён от власти бюрократией. Хотя эта бюрократия имеет собственные привилегии и стремится в конечном счёте к реставрации капитализма в СССР, пока поддерживает национализированные средства производства, монополию внешней торговли и другие завоевания Октябрьской революции, она выражает интересы правящего класса, хотя и отстраненного от власти, — пролетариата.
По мнению Троцкого, пролетариат, для того, чтобы вернуть себе власть и контроль над обобществленными средствами производства, должен осуществить политическую революцию, сохранив экономический базис советского государства. В противном случае, победа и укрепление власти бюрократии, которая всё более расширяет собственные привилегии и увеличивает социальное неравенство, приведет к реставрации капитализма. «Режим СССР заключает в себе … ужасающие противоречия. Но он продолжает оставаться режимом переродившегося рабочего государства. Таков социальный диагноз. Политический прогноз имеет альтернативный характер: либо бюрократия, всё более становящаяся органом мировой буржуазии в рабочем государстве, опрокинет новые формы собственности и отбросит страну к капитализму, либо рабочий класс разгромит бюрократию и откроет выход к социализму», — говорилось в «Переходной программе».

## История троцкистского движения

### Троцкизм в СССР
В конце 1922 года Политбюро ЦК РКП(б), если не учитывать больного В. И. Ленина, состояло из 6 человек — И. В. Сталина, Л. Д. Троцкого, Г. Е. Зиновьева, Л. Б. Каменева, А. И. Рыкова и М. П. Томского.
Сталин, Зиновьев и Каменев организовали «тройку», основанную на противодействии Троцкому, к которому они относились отрицательно со времён гражданской войны (трения между Троцким и Сталиным начались по поводу обороны Царицына и между Троцким и Зиновьевым по поводу обороны Петрограда, Каменев практически во всем поддерживал Зиновьева). Томский, будучи лидером профсоюзов, отрицательно относился к Троцкому со времён т. н. «дискуссии о профсоюзах».Троцкий стал сопротивляться. В октябре 1923 года он направил письмо в ЦК и ЦКК (Центральную контрольную комиссию) с требованием усиления демократии в партии. Тогда же его сторонники направили в Политбюро т. н. «Заявление 46-ти». «Тройка» тогда показала свою мощь, главным образом используя ресурс аппарата ЦК, руководимого Сталиным (аппарат ЦК мог влиять на подбор кандидатов в делегаты на партийные съезды и конференции). На XIII конференции РКП(б) сторонники Троцкого были осуждены. Влияние Сталина сильно возросло. 21 января 1924 года Ленин умер. «Тройка» объединилась с Бухариным, А. И. Рыковым, Томским и В. В. Куйбышевым, составив в Политбюро (куда включили членом Бухарина и кандидатом в члены Куйбышева) т. н. «семёрку». Позднее, на августовском пленуме ЦК 1924 года эта «семёрка» стала даже официальным органом, хотя секретным и внеуставным.
Трудным для Сталина оказался XIII съезд РКП(б). Перед началом съезда вдова Ленина Н. К. Крупская передала «Письмо к съезду». Оно было оглашено на заседании Совета старейшин (неуставного органа, состоящего из членов ЦК и руководителей местных партийных организаций). Сталин на этом заседании впервые заявил об отставке. Каменев предложил решить вопрос голосованием. Большинство высказалось за оставление Сталина на посту генсека, против голосовали только сторонники Троцкого. Затем было проголосовано предложение, что документ должен быть оглашён на закрытых заседаниях отдельных делегаций, при этом никто не имел права делать записи и на заседаниях съезда на «Завещание» было ссылаться нельзя. Таким образом «Письмо к съезду» даже не упоминалось в материалах съезда. Впервые оно было оглашено Н. С. Хрущёвым на XX съезде КПСС в 1956 году. Позже этот факт использовался оппозицией для критики Сталина и партии (утверждалось, что ЦК «скрыл» «завещание» Ленина). Сам Сталин (в связи с этим письмом несколько раз ставивший перед пленумом ЦК вопрос о своей отставке) эти обвинения отвергал.
Спустя всего две недели после съезда, где будущие жертвы Сталина Зиновьев и Каменев употребили всё своё влияние, чтобы оставить его на посту, Сталин открыл огонь по своим же союзникам. Сначала он воспользовался опечаткой («нэпмановская» вместо «нэповская» в цитате из Ленина у Каменева:
…читал в газете доклад одного из товарищей на XIII съезде (кажется Каменева), где чёрным по белому написано, что очередным лозунгом нашей партии является будто бы превращение "России нэпмановской " в Россию социалистическую. Причём, — что ещё хуже, — этот странный лозунг приписывается не кому иному, как самому ЛенинуИ. Сталин, Собрание сочинений 
В том же докладе Сталин обвинил Зиновьева, не называя его имени, в принципе «диктатуры партии», выдвинутом ещё на XII съезде, причем этот тезис был зафиксирован в резолюции съезда и сам Сталин голосовал за него. Основными союзниками Сталина в «семёрке» становились Бухарин и Рыков.
Новый раскол обозначился в Политбюро в октябре 1925 года, когда Зиновьев, Каменев, Г. Я. Сокольников и Крупская представили документ, критиковавший линию партии с «левой» точки зрения. Зиновьев руководил ленинградскими коммунистами, Каменев московскими, а среди рабочего класса больших городов, жившего хуже, чем до первой мировой войны, было сильное недовольство низкой зарплатой и ростом цен на с/х продукцию, что приводило к требованию нажима на крестьянство и особенно на кулачество. «Семёрка» распалась. В тот момент Сталин стал объединяться с «правыми» Бухариным-Рыковым-Томским, выражавшими интересы прежде всего крестьянства. В начавшейся внутрипартийной борьбе между «правыми» и «левыми» он предоставлял им силы партийного аппарата, они же (именно Бухарин) выступали в качестве теоретиков.
«Новая оппозиция» Зиновьева и Каменева была осуждена на XIV съезде.
К тому времени возникла теория победы социализма в одной стране. Этот взгляд развивали Сталин в брошюре «К вопросам ленинизма» (1926) и Бухарин. Они разделили вопрос о победе социализма на две части — вопрос о полной победе социализма, то есть о возможности построения социализма и полной невозможности реставрации капитализма внутренними силами, и вопрос об окончательной победе, то есть невозможности реставрации благодаря вмешательству западных держав, что было бы исключено только путём установления революции на Западе. Троцкий, не верящий в социализм в одной стране, присоединился к Зиновьеву и Каменеву. Создалась т. н. «Объединённая оппозиция». Она была окончательно разгромлена после устроенных сторонниками Троцкого демонстраций по случаю 10-летия Октябрьской революции 7 ноября 1927 года в Москве и Ленинграде.
После исключения из партии Зиновьев, Каменев и большинство их сторонников уже на XV съезде признали свои ошибки и были восстановлены в партии; в оппозиции остались только так называемые «левые зиновьевцы». Однако в тот период Зиновьев и Каменев уже не обладали никаким влиянием внутри партии. В свою очередь, Троцкий и его сторонники, а также отделившиеся от них сторонники Владимира Смирнова и Тимофея Сапронова не отказались от своих взглядов, и в начале 1928 года тысячи оппозиционеров были сосланы в удалённые районы Советского Союза. Многие из них вскоре оказались в политизоляторах. В феврале 1929 года Троцкий был выслан из страны.
Дальнейшая судьба Левой оппозиции была трагична. Одни, как например Пятаков, Радек, Антонов-Овсеенко, отказались от дальнейшей борьбы, считая её бесперспективной, и даже стали приверженцами «генеральной линии» (что не помешало Сталину их расстрелять). Другие, — в их числе Владимир Смирнов, Тимофей Сапронов и их сторонники и тысячи сторонников Троцкого, — ни разу не покаявшиеся, были осуждены за «контрреволюционную троцкистскую деятельность» («литерная» статья КРТД) и перемещены из ссылок в политизоляторы, в 1935—1936 годах были отправлены в колымские или воркутинские лагеря и, в большинстве, расстреляны там без суда или умерли на самых тяжёлых «общих» работах. Третьи, считая, что в ссылках и тюрьмах невозможно сколько-нибудь эффективно бороться с режимом, в 1929—1930 годах совершили акт покаяния и были восстановлены в партии, но всё равно в большинстве своём стали жертвами Большого террора 1937—38 годов.

### Троцкизм за рубежом

Символ Четвёртого интернационала — зеркально отображённый серп и молот с цифрой 4

Высланный из СССР Троцкий с июля 1929 года в Париже издавал «Бюллетень оппозиции (большевиков-ленинцев)». В Бюллетене печатались материалы, анализирующие положение в большевистской партии, причины поражения Левой оппозиции, давалась оценка событий, происходящих в Советском Союзе.
В начале 1930-х годов Троцкий и его сторонники верили, что сталинистское влияние в Третьем интернационале должно пойти на спад. Они создали в 1930 году фракционное объединение — Международную левую оппозицию (МЛО), для того, чтобы объединить все антисталинистские группы внутри Третьего интернационала. Сталинисты, доминировавшие в Коминтерне, недолго терпели оппозицию — троцкисты и все, кто был заподозрен в симпатиях к троцкизму, были исключены. Тем не менее, вплоть до 1933 года и изменения ситуации в Германии сторонники Троцкого продолжали рассматривать себя в качестве фракции Коминтерна, хоть из него и фактически исключённой.
В 1933 году МЛО меняет название на Международную коммунистическую лигу, которая становится предшественником Четвёртого интернационала, учреждённого в Париже в 1938 году. Учреждение Четвёртого интернационала обосновывалось, как создание новой массовой революционной партии для руководства пролетарской революцией. Эта идея проистекала из революционной волны, которая будет разрастаться с началом грядущей мировой войны. На учредительном конгрессе, проходившем в сентябре 1938 года в доме Альфреда Росмера недалеко от Парижа, присутствовало 30 делегатов из всех крупнейших стран Европы, Северной Америки, прибыли, несмотря на большие расстояния и издержки, несколько делегатов из стран Азии и Латинской Америки. Среди резолюций, принятых на конгрессе, была «Переходная программа».
Четвёртый интернационал получил серьёзнейший удар в период Второй мировой войны. Троцкий был убит, многие европейские секции были уничтожены в период немецкой, а некоторые секции в Азии — в период японской оккупации. Уцелевшие секции в европейских и азиатских странах были отрезаны друг от друга и от международного руководства. Несмотря на все сложности, различные группы старались искать связи друг с другом, а некоторые поддерживали связи в ранний период войны через моряков военного флота США, который заходил в Марсель.
В феврале 1944 года состоялась европейская конференция Четвёртого интернационала, избравшая Европейский секретариат. Мишель Пабло, ставший организационным секретарём Европейского бюро, и другие члены бюро установили контакты между троцкистскими организациями. Второй мировой конгресс интернационала, собравшийся в апреле 1948 года, был, главным образом, отмечен сближением и налаживанием контактов с троцкистскими группами по всему миру, включая такие важные организации, как Революционная рабочая партия в Боливии и Партия общественного равенства (ЛССП, Lanka Sama Samaja Party) на Цейлоне. Одновременно пользовавшиеся достаточно серьёзным влиянием троцкистские группы во Вьетнаме были уничтожены сторонниками Хо Ши Мина.
В 1951—1953 годах в Четвёртом интернационале произошёл раскол. Причиной раскола стала принятая на третьем мировом конгрессе 1951 года тактика энтризма в массовые коммунистические и социал-демократические партии. Организационно раскол был оформлен в 1953 году созданием Международного комитета Четвёртого интернационала (МКЧИ), оппозиционного официальному руководству интернационала — Международному секретариату. Со временем сторонниками обоих тенденций было отмечено уменьшение политических расхождений между ними. В частности, это касалось общей поддержки Кубинской революции. Шестой конгресс Четвёртого интернационала подверг критике Партию общественного равенства, секцию Четвёртого интернационала на Шри-Ланке, за поддержку Партии свободы Шри-Ланки (ПСШЛ), которую они считали буржуазно-националистической. Критика со стороны СРП была такой же.
В 1962 году МКЧИ и МСЧИ сформировали Комиссию по организации объединительного конгресса. В июне 1963 года в Риме состоялся объединительный конгресс, седьмой по счёту, на котором присутствовали делегаты от большинства всех троцкистских организаций. На конгрессе было избрано новое руководство Интернационала, в числе которого были Эрнест Мандель (бельгийская секция), Пьер Франк (французская), Ливио Майтан (итальянская) и Джозеф Хансен (американская).
В настоящее время троцкистское движение представлено в мире несколькими политическими интернационалами. Наиболее крупными из них являются:
- Воссоединённый Четвёртый интернационал — имеет наиболее крупные секции во Франции (действует в Новой антикапиталистической партии), Дании (действуют в Красно-зелёной коалиции), Португалии (действуют в Левом блоке), Испании (ассоциация «Антикапиталисты» в партии «Подемос»), Швеции (Социалистическая партия), Италии (Ассоциация «Критическая левая»), Шри-Ланке (Новая партия общественного равенства), Филиппинах (Революционная рабочая партия Минданао) и Бразилии (действует в партии «Социализм и свобода»). Является одним из инициаторов объединения «Европейские антикапиталистические левые». Лидерами Четвёртого интернационала являются Ален Кривин, Оливье Безансно, Эрик Туссен, Алан Торнетт, Франсишку Лоуса и другие. По итогам европейских выборов 2009 года, депутатом Европарламента стал представитель датской секции интернационала Серен Сендергаард, баллотировавшийся от Народного движения против ЕС[33].
- Международная социалистическая тенденция (МСТ) — международное объединение, придерживающееся взглядов Тони Клиффа на природу Советского Союза как государственный капитализм. Имеет наиболее крупные секции в Великобритании (Социалистическая рабочая партия), Греции (Социалистическая рабочая партия) и Ирландии (Социалистическая рабочая партия). Ведущими теоретиками и лидерами интернационала в настоящее время являются Алекс Каллиникос, Крис Харман и другие. МСТ является одним из инициаторов объединения «Европейские антикапиталистические левые».
- Комитет за рабочий интернационал (КРИ) — располагает секциями в 35 странах. Наиболее крупные секции в Великобритании (Социалистическая партия), Ирландии (Социалистическая партия) и Германии (организация «Социалистическая альтернатива»). Долгие годы ведущим теоретиком КРИ являлся Тед Грант (до исключения в 1991 году). Тогда тактика связанных с КРИ организаций предполагала работу по созданию крыла революционных марксистов в крупных социал-демократических, социалистических, рабочих и прогрессивных партиях, пока её британская секция — тенденция «Милитант» — не была вытеснена из Лейбористской партии. В настоящее время одним из ведущих лидеров КРИ является Питер Тааф. Ирландская Соцпартия представлена в национальном парламенте, а по итогам европейских выборов 2009 года была также в Европарламенте (в лице Джо Хиггинса, а затем Пола Мёрфи)[34]. КРИ является участником объединения «Европейские антикапиталистические левые». Секция КРИ в США, «Социалистическая Альтернативa[англ.]», сумела впервые избрать радикальную социалистку (Кшаму Савант) в горсовет Сиэтла и поддерживала номинацию «демократического социалиста» Берни Сандерса во время президентской кампании в США в 2016 году, предлагая ему идти на выборы независимым кандидатом.
- Международная марксистская тенденция (ММТ) — отделилась от КРИ, когда большинство его британских сторонников покинули ряды лейбористов, порвав с традиционным безусловным энтризмом. Во всех странах, где действуют секции ММТ (их насчитывалось порядка 40), они придерживаются тактики энтризма в массовые левые и прогрессивные партии. Крупнейшие секции ММТ — в Пакистане (в рядах Пакистанской народной партии) и Венесуэле (где она поддерживала «Боливарианскую революцию» Уго Чавеса) — пережили тяжёлые расколы. Ведущим теоретиком интернационала являлся Тед Грант. В настоящее время лидером ММТ является Алан Вудс.
- Международный комитет Четвёртого интернационала — сторонники претендуют на отстаивание взглядов «ортодоксального троцкизма». Самые заметные секции МКЧИ располагаются в США и Германии. С середины 1990-х годов секции МКЧИ носят название «Партия социального равенства. У официального веб-сайта МКЧИ — «Мирового социалистического веб-сайта» существуют версии более чем на 20 языках, включая русский[35] Публикует книги, памфлеты и другую литературу на сайте «Mehring books». Ведущим теоретиком является Дэвид Норт.
- Международная лига трудящихся — Четвертый интернационал (МЛТ—ЧИ) — основана Науэлем Морено в 1982 году и сосредоточена в основном в Латинской Америке (после распада Движения к социализму в Аргентине на целый ряд организаций ключевой секцией осталась Объединенная социалистическая рабочая партия в Бразилии).
- Четвёртый интернационал (1993) пользуется наибольшим влиянием в Алжире, но представлен во многих странах.
- Тенденция первопроходцев создана СРП. Сама эта тенденция теперь называет себя чаще Международной коммунистической лигой, но это название не прижилось в прессе, чтобы не путать их с международным коммунистическим движением и другими троцкистами. Все, кроме СРП, остальные партии этой тенденции во всех других странах называются Коммунистическими лигами. Эта тенденция троцкистов отличается безусловной поддержкой Компартии Кубы и ориентацией на неё. Помимо работ авторов, признанных и другими тенденциями троцкистов классическими теоретиками, она активно пропагандирует идеи Че Гевары, которого другие троцкисты, в отличие от признанного после смерти теоретиком Троцкого, обычно считают только крупнейшим практиком, в том числе, опубликованную только в 2006 году работу Че Гевары с критикой бюрократического социализма СССР с чисто троцкистских позиций. К тому же Че Гевара, пользуясь силами посадистов Кубы, преследовал всех несогласных с ним других троцкистов, которые, как и прежние коммунисты Кубы из Народно-социалистической партии Кубы, при Батисте действовали легально и поддерживались режимом Батисты. Затем Че Гевара их разогнал за попытки нападения посадистов на базу США в Гуантанамо. Фактический центральный печатный орган СРП Militant, хотя он принадлежит частным лицам, является рупором всей Международной коммунистической лиги. Известна фотография Освальда с винтовкой и Militant в руках. Молодёжные организации этих партий — лиги молодых коммунистов — активны во ВФДМ.[36]
- Международной коммунистической лигой (IV интернационала) или Лигой Спартаковцев (в честь организации Розы Люксембург и Карла Либкнехта) называет себя также другая тенденция, которая была очень активной в Германии и пыталась захватить в власть в ГДР. Основала эту тенденцию лига спартаковцев в США, отделившаяся от СРП после выхода СРП из Чтвёртого Интернационала. Поддерживали вторжение СССР в Афганистан. Сейчас сохранились секции в США, Польше, Германии, ЮАР, Британии, Греции, Канаде, Австралии, Ирландии, Мексике, Франции, Италии.[37][38]

### Троцкистское движение в постсоветской России
Троцкистское движение начало возрождаться в СССР ещё в конце 1980-х годов. Однако организационные формы оно обрело только в 1990 году: 18—19 августа 1990 в Москве прошла Международная теоретическая конференция, посвященная 50-летию убийства Льва Троцкого. В работе этой конференции помимо советских принимали активное участие также представители троцкистских организаций Великобритании, Венгрии и Югославии. На этой конференции был учрежден Организационный комитет за советскую секцию Четвёртого интернационала, лидером которого стал Алексей Гусев. В 1991 году Оргкомитет был преобразован в Социалистический рабочий союз (СРС), ставший секцией Рабочего интернационала за возрождение Четвёртого интернационала (Workers International to Rebuild the Fourth International).
По итогам проходившей московской конференции в Петербурге была учреждена организация «Революционные пролетарские ячейки», установившая связи с французской организацией «Рабочая борьба». В конце 1990 года в Москве был создан Комитет за рабочую демократию и международный социализм (КРДМС), ставший российской секцией Комитета за рабочий интернационал (КРИ). Кроме того, в Петербурге и Москве в 1990—1991 годах действовала группа сторонников Международной коммунистической лиги (Четвертого интернационала) (International Communist League (Fourth Internationalist)).
В 1993 году в КРДМС произошел раскол по вопросу о членстве в КРИ, итогом которого стало создание двух групп с одинаковым названием. В дальнейшем КРДМС, являвшийся российской секцией КРИ, принял название Социалистическое сопротивление. Независимый КРДМС в 1999 году принял название Революционная рабочая партия (Россия). В дальнейшем, в 2000-е годы, появлялись и другие организации, некоторые объединились, некоторые претерпели расколы, а некоторые прекратили существование.
В марте 2011 года путём объединения Социалистического движения «Вперед» (российская секция Четвертого интернационала) и организации «Социалистическое сопротивление» было создано Российское социалистическое движение. В дальнейшем, к нему присоединились другие троцкистские организации. В апреле 2011 года к РСД присоединилось пермское отделение Революционной рабочей партии. В мае 2012 года в состав РСД вошла Международная рабочая партия (российская секция Международной лиги трудящихся — Четвёртого интернационала). В составе РСД действуют группы сторонников Четвёртого интернационала и Международной лиги трудящихся — Четвёртого интернационала.
В мае 2019 года российская секция Международной Марксистской Тенденции провела объединительный съезд с отколом от Революционной рабочей партии, сформировав с ним единую политическую организацию, вошедшую в интернационал в качестве его российской секции. Впоследствии вновь созданная организация отказалась от названия «Революционная рабочая партия» и назвала себя «Марксистская тенденция».
К настоящему времени в России действуют следующие организации, позиционирующие себя как троцкистские или близкие к троцкистской политической традиции:
- Российское социалистическое движение;
- Революционная рабочая партия;
- «Социалистическая альтернатива» (российская секция Комитета за рабочий интернационал);
- Российская секция Международной марксистской тенденции.

## Критика

### Сталинисты
Сталинисты крайне отрицательно относятся к троцкизму. Так, сталинисты Греции в своих материалах утверждают, что троцкизм является «оппортунистическим» течением, сближающимся с «новыми левыми», не имеющим серьёзного политического значения. При этом их действия, по мнению Коммунистической партии Греции, прикрываются «ультралевой», «псевдореволюционной» и «квазимарксистской» фразеологией, однако это, как утверждается в материалах, не мешает им часто объединяться с «самыми реакционными силами». Борьба сталинистов и троцкистов продолжается с момента изгнания Троцкого.

### Сборники и энциклопедические материалы
- Энциклопедия троцкизма (на сайте marxists.org) (англ.)
- Архив Льва Троцкого (на сайте marxists.org) (англ.)
- Сайт, посвящённый участнику Левой оппозиции Варламу Шаламову Архивная копия от 27 декабря 2008 на Wayback Machine
- Бюллетень оппозиции (большевиков-ленинцев), 1929—1942 годы
- Троцкизм — статья из Большой советской энциклопедии.
- Троцкизм // Научный коммунизм: Словарь / Александров В. В., Амвросов А. А., Ануфриев Е. А. и др.; Под ред. А. М. Румянцева. — 4‑е изд., доп. — М.: Политиздат, 1983. — 352 с.

### Воспоминания
- [www.lib.ru/MEMUARY/ABRAMOWICH/ Воспоминания участника Левой оппозиции Исая Абрамовича]
- От революции к тоталитаризму (недоступная ссылка) (воспоминания сторонника Левой оппозиции Виктора Сержа)

### Советская критика троцкизма
- Каменев Л. Б., Сталин И. В. Против троцкизма: сборник. — Крымгосиздат, 1925. — 127 с.
- Басманов М. И. В обозе реакции: троцкизм 30—70-х годов. — М., 1979.
- Васецкий Н. А. В конфликте с эпохой: троцкизм против реального социализма. — М.: Мысль, 1985. — 267 с.

### Современные исследовательские работы
- Абердам С. Новый поворот влево? Трансформации троцкизма во Франции // Французский ежегодник 2009. М., 2009.
- Васильев М. Мировое троцкистское движение 30-х годов по материалам коминтерновских источников (2006)
- Гусев А. В. Коммунистическое сопротивление тоталитаризму в СССР
- Диченко М. Б. «Современная демократия и альтернатива Троцкого: от кризиса к гармонии»; «Написано пером», Санкт-Петербург, 2016. УДК 316.7; ББК 6/8, 60 Д 50. — ISBN 978-5-00-071416-4.
- Дубовик А. В. Кого считать «антитоталитарными левыми» в России в 20—30-е годы XX в.?
- Книги Вадима Роговина о борьбе Левой оппозиции
- Кружинов В. М. Политические конфликты в первое десятилетие советской власти (на материалах Урала). Тюмень, 2000.
- Резник А. Троцкизм и Левая оппозиция в РКП(б) в 1923—1924 годы. М.: Свободное марксистское издательство, 2010
- 'Роговин В. З. Троцкисты в лагерях. Фрагмент из книги «1937».
- Федоровский Ю. Международное троцкистское движение: попытка обзора // «Історична наука: проблеми розвитку. Серія новітньої історії України». — Луганськ, 2000.